# Badminton-Südamerikameisterschaft 2021
Die Badminton-Südamerikameisterschaft 2021 fand vom 1. bis zum 5. Dezember 2021 in Joinville in Brasilien statt.

## Sieger und Platzierte
| Disziplin                                                          | Gold | Silber | Bronze |
| ------------------------------------------------------------------ | --- | --- | --- |
| Herreneinzel                                                       | Donnians Oliveira | Jonathan Santos De Souza Matias                                                                                 | Waleson Vinicios Evangelista Dos Santos |
| Herreneinzel                                                       | Donnians Oliveira | Jonathan Santos De Souza Matias                                                                                 | Artur Silva Pomoceno |
| Dameneinzel                                                        | Juliana Viana Vieira | Jaqueline Lima                                                                                                  | Jackeline Silva Luz |
| Dameneinzel                                                        | Juliana Viana Vieira | Jaqueline Lima                                                                                                  | Lorena Da Silva Costa Vieira |
| Herrendoppel                                                       | Fabrício Farias Francielton Farias | Matheus Voigt William Guimarães                                                                                 | Alisson de Souza Vasconcellos Mateus Carijo Cutti |
| Herrendoppel                                                       | Fabrício Farias Francielton Farias | Matheus Voigt William Guimarães                                                                                 | Artur Silva Pomoceno Donnians Oliveira |
|                                                                    | Jaqueline Lima Sâmia Lima | Bianca de Oliveira Lima Tamires Vitoria Dos Santos                                                              | Lorena Da Silva Costa Vieira Monaliza Bezerra Feitosa |
| Gabriela Harume De Holanda Ywata Julia Stefany Dos Santos Ferreira | Jaqueline Lima Sâmia Lima | Bianca de Oliveira Lima Tamires Vitoria Dos Santos                                                              | |
| Mixed                                                              | Fabrício Farias Jaqueline Lima | Francielton Farias Sâmia Lima                                                                                   | Matheus Voigt Tamires Vitoria Dos Santos |
| Mixed                                                              | Fabrício Farias Jaqueline Lima | Francielton Farias Sâmia Lima                                                                                   | Gabriel Dante Baldijão Cury Fonseca Jackeline Silva Luz |
| Mannschaft                                                         | Brasilien Izak Batalha Mateus Cutti Fabrício Farias Francielton Farias William Guimarães Jonathan Matias Donnians Oliveira Artur Silva Pomoceno Matheus Voigt Waleson dos Santos Jeisiane Alves Renata Faustino Jaqueline Lima Sâmia Lima Sânia Lima Jackeline Luz Bianca de Oliveira Lima Juliana Viana Vieira | Ecuador Alan Erben Henry Huebla Emilio Zambrano Brittany Navarrete Melanie Mandich Tumbaco Maria Delia Zambrano | Argentinien Román Alberino Sebastian Contró Mateo Ibarra Mateo Jara Matias Lema Mateo Maira Eric Mancini Franco Motto Santiago Otero Martina Arnold Morena Cano Morena Guidici Maria Morel Ailén Oliva Yovela Petrucci |

## Teams
| Platz | Team        | Pld | W | L | MF | MA | MD  | GF | GA | GD  | PF  | PA  | PD   | Pts | Qualifikation |
| ----- | ----------- | --- | - | - | -- | -- | --- | -- | -- | --- | --- | --- | ---- | --- | ------------- |
| 1     | Brasilien   | 4   | 4 | 0 | 20 | 0  | +20 | 40 | 0  | +40 | 841 | 339 | +502 | 4   | 1.            |
| 2     | Ecuador     | 4   | 3 | 1 | 9  | 11 | −2  | 20 | 24 | −4  | 704 | 771 | −67  | 3   | 2.            |
| 3     | Argentinien | 4   | 2 | 2 | 10 | 10 | 0   | 21 | 20 | +1  | 661 | 739 | −78  | 2   | 3.            |
| 4     | Chile       | 4   | 1 | 3 | 4  | 11 | −7  | 9  | 23 | −14 | 444 | 619 | −175 | 1   | 4.            |
| 5     | Paraguay    | 4   | 0 | 4 | 2  | 13 | −11 | 5  | 28 | −23 | 476 | 658 | −182 | 0   | 5.            |